# Dağ Cəyir
Dağ Cəyir è un comune dell'Azerbaigian situato nel distretto di Şəmkir.